# Лукино Новело Висконти
Вижте пояснителната страница за други личности с името Лукино Висконти.
Лукино Новело Висконти (на италиански: Luchino Novello Visconti; * 1346, Милано, Сеньория Милано; † 1399, Венеция, Венецианска република) е италиански кондотиер.

## Произход
Той е син на Лукино Висконти (* 1287 или 1292, † 1349), съгосподар на Милано (1339 – 1349), и на третата му съпруга Изабела Фиески, племенница на папа Адриан V. Негови дядо и баба по бащина линия са господарят на Милано Матео I Висконти и Бонакоса Бори, а по майчина – Карло Фиески, капитан на народа и патриций на Генуа, и Теодора. Има една сестра Орсина (* 1343, † 1404), вероятна съпруга на Балцарино Пустерла, патриций на Милано. Има и трима полубратя от извънбрачни връзки на баща му.

## Биография
След смъртта на баща му чичо му, архиепископът на Милано Джовани, поисква анулирането на клетвата като законен наследник. През 1362 г. той командва група генуезци в подкрепа на маркиза на Монферат Джовани II срещу херцог Галеацо II Висконти. През 1370 г. се опитва да влезе в Милано с група мъже, но безуспешно. През 1373 г. получава гражданството на Флоренция и през 1373 г. Ото III от Монферат го настройва срещу Висконти. След като се установява във Ферара, той получава заповед от херцога на Милано Джан Галеацо Висконти да живее в Удине.
Умира във Венеция през 1399 г. в семейство Контарини.

## Брак и потомство
Жени се два пъти:
∞ 1. за Мадалена Боканегра, дъщеря на дожа на Генуа Симоне Боканегра
∞ 2. 1372 за Мадалена Строци от Флоренция.
Има пет дъщери:
- Катерина Висконти, ∞ за Джовани Корти
- Мадлена Висконти
- Орсина Висконти,∞ за Еразмо Тривулцио
- Изабела Висконти, ∞ за Галеото Бранкалеони
- Мария Висконти, ∞ за Франческо Гуиди